# Pimentelia
Pimentelia es un género monotípico de plantas con flores perteneciente a la familia de las rubiáceas. Incluye una sola especie: Pimentelia glomerata Wedd. (1849). Es nativa del Perú.

## Taxonomía
Pimentelia glomerata fue descrita por Hugh Algernon Weddell y publicado en Histoire Naturelle des Quinquinas 94, t. 27b, en el año 1849.
Sinonimia
- Cinchona viridiflora Pav.[3]